# Драа
Драа (араб. درعا) — річка на північному заході Африки, найдовша річка Марокко — 1150 км, площа басейну 15100 км ². 

## Короткий опис
Раніше утворювалася в районі Високого Атласу при злитті річок Уед-Дадес та Асіф-Іміну, однак нині бере початок з водосховища Ель-Мансур-ед-Дехбі. Тече на південь до Тагуніта, а потім на захід, до Атлантичного океану, в який впадає північніше Тан-Тана.
Оскільки вода річки інтенсивно використовується для зрошення, то постійна течія річки обмежена гірськими районами протяжністю 200 км, до океану вода доходить лише в періоди танення снігів у горах.
У долині річки, територія якої відповідає провінції Загора регіону Сус-Масса-Драа, проживає понад 200 тис. осіб.
У провінції розташовані 23 села і два міста: Загора та Агдз. Село Тамегрут відоме своїми завіями.
Давня історія долини річки відображена в численних наскельних зображеннях та кам'яних фігурках, найвідоміша з яких — Венера з Тан-Тана. Вік статуетки оцінюється в 500–300 тис. років, що робить її найдавнішою пам'яткою художньої творчості, відомою науці.

## Петрогліфи долини річки Драа

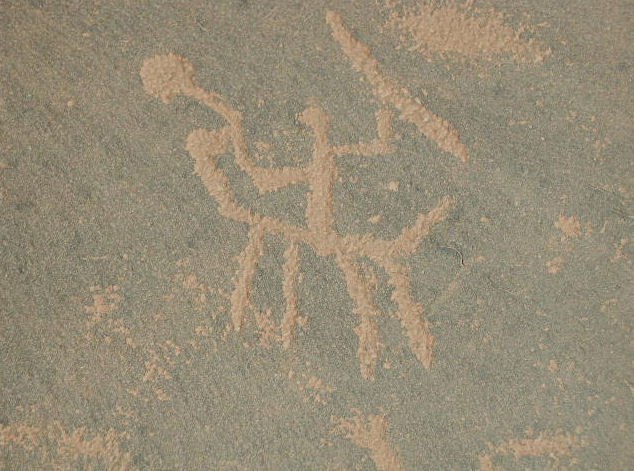
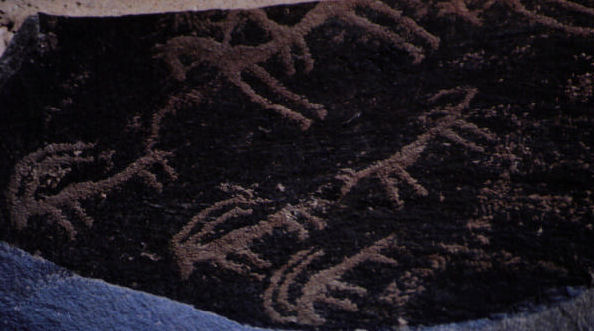
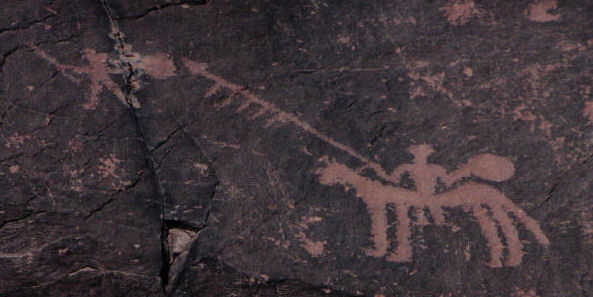
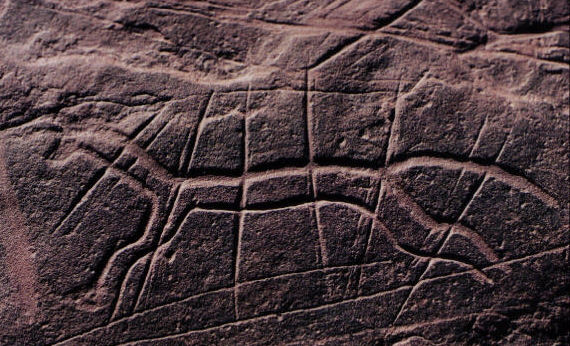
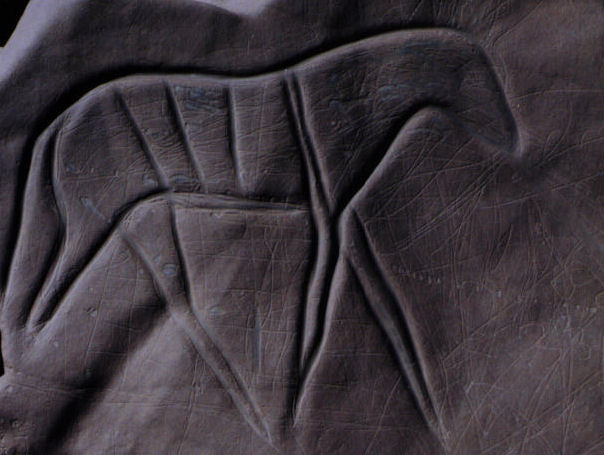
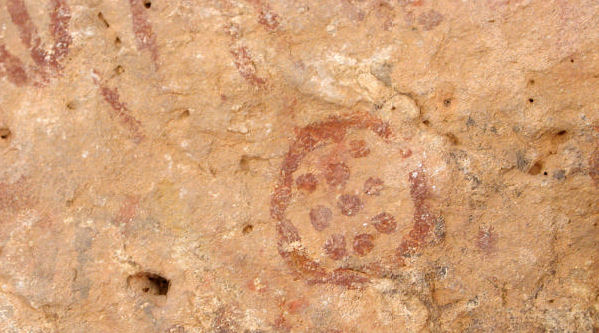
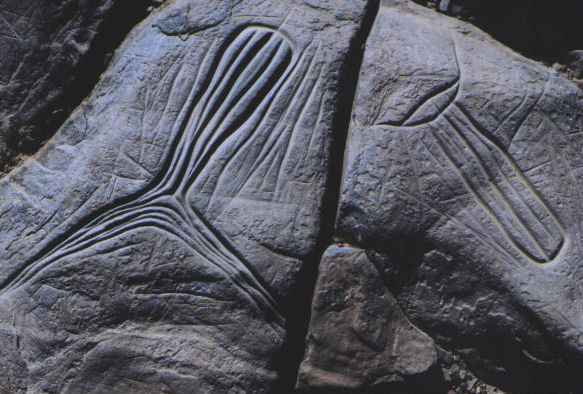
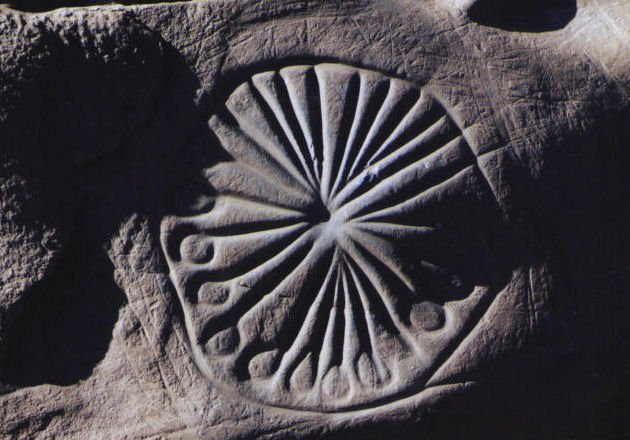
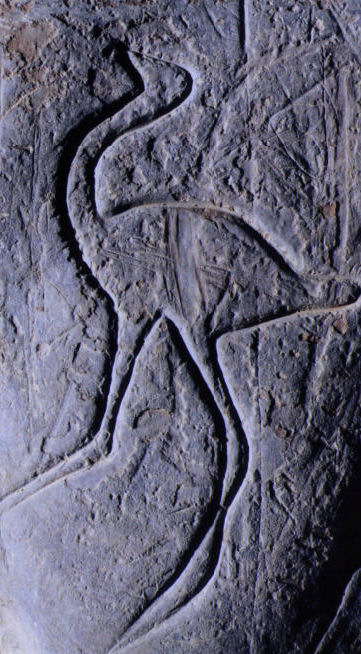
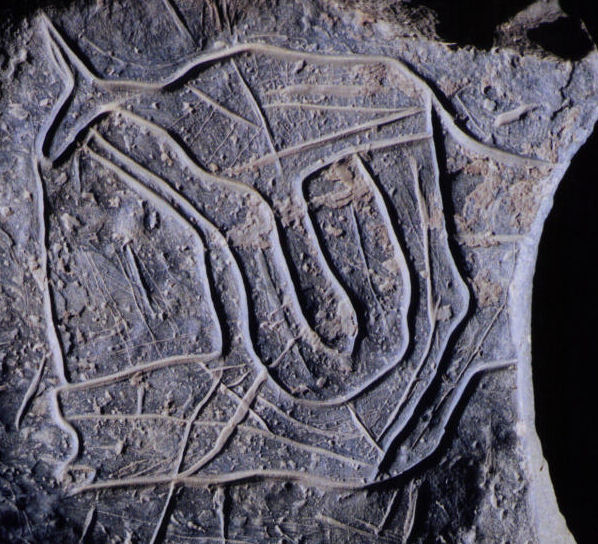
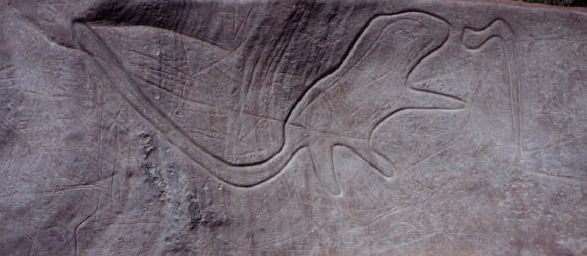
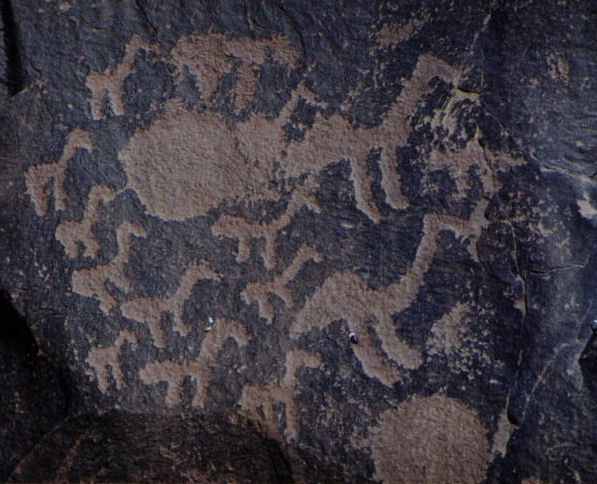
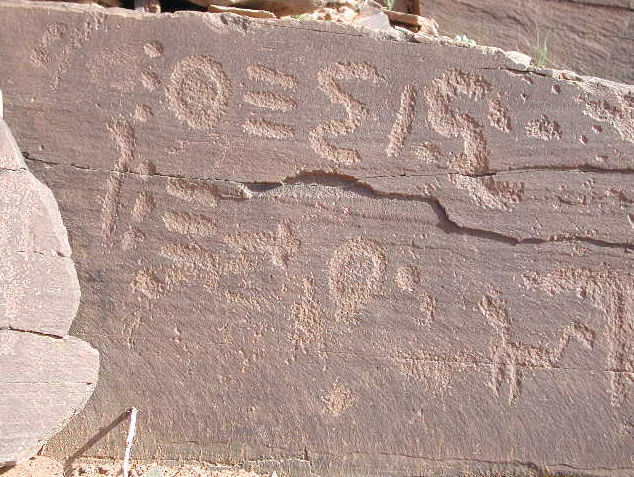
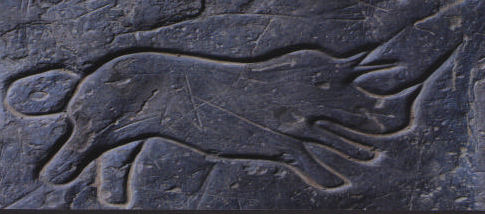
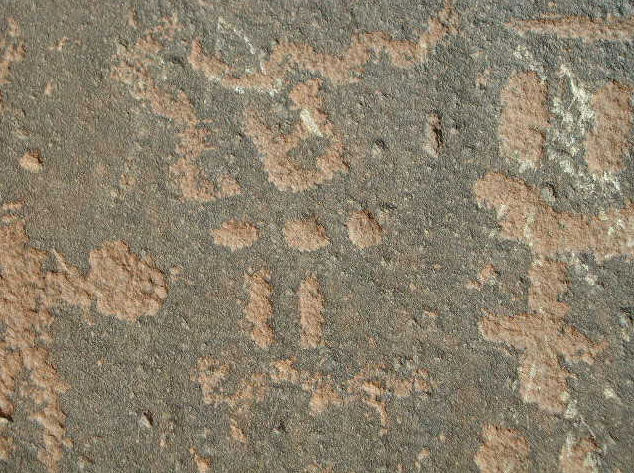